# 鄭坤
鄭坤（？—？），字汝順，號車谷，河南汝寧府光州人，民籍，明朝政治人物。

## 生平
正德十四年（1519年）己卯科河南鄉試第二名舉人，嘉靖五年（1526年）丙戌科三甲第一百十七名進士。授諸城縣知縣，九年（1530年）十一月升四川道監察御史，巡按直隸，十五年（1536年）七月升通政使司左參議，十六年（1537年）七月升左通政，十八年（1539年）閏七月任都察院右僉都御史、巡撫南贛，九月閒住致仕。